# Vincetoxicum hirundinaria

Vincetoxicum hirundinaria (pebrotera borda) és una espècie de planta perenne herbàcia. És nativa d'Euràsia incloent les illes del Bàltic i es troba especialment en sòls calcaris. És molt tòxica i la seva venda a Espanya està regulada. S'ha introduït a parts d'Amèrica del nord.
Planta erecta, sovint retorçada, gairebé glabra, de fins a 120 cm d'alt. Les seves fulles són ovades o lanceolades, piloses. Les flors són blanques o grogues de 3-10 mm de diàmetre, en una inflorescència laxa. El fruit és un fol·licle fusiforme. Aquesta espècie és molt variable. Floreix a finals de primavera i a l'estiu.

## Principis actius
Conté alcaloides, àcid clorogènic i àcid sinàpic, flavonoides i cetones terpèniques. Heteròsids èsters com la vincetoxina (semblant a la condurangina). També conté midó.
És diurètica, sudorífica, expectorant i depurativa. Presa en grans quantitats és tòxica i provoca vòmits i diarrea.

## Galeria

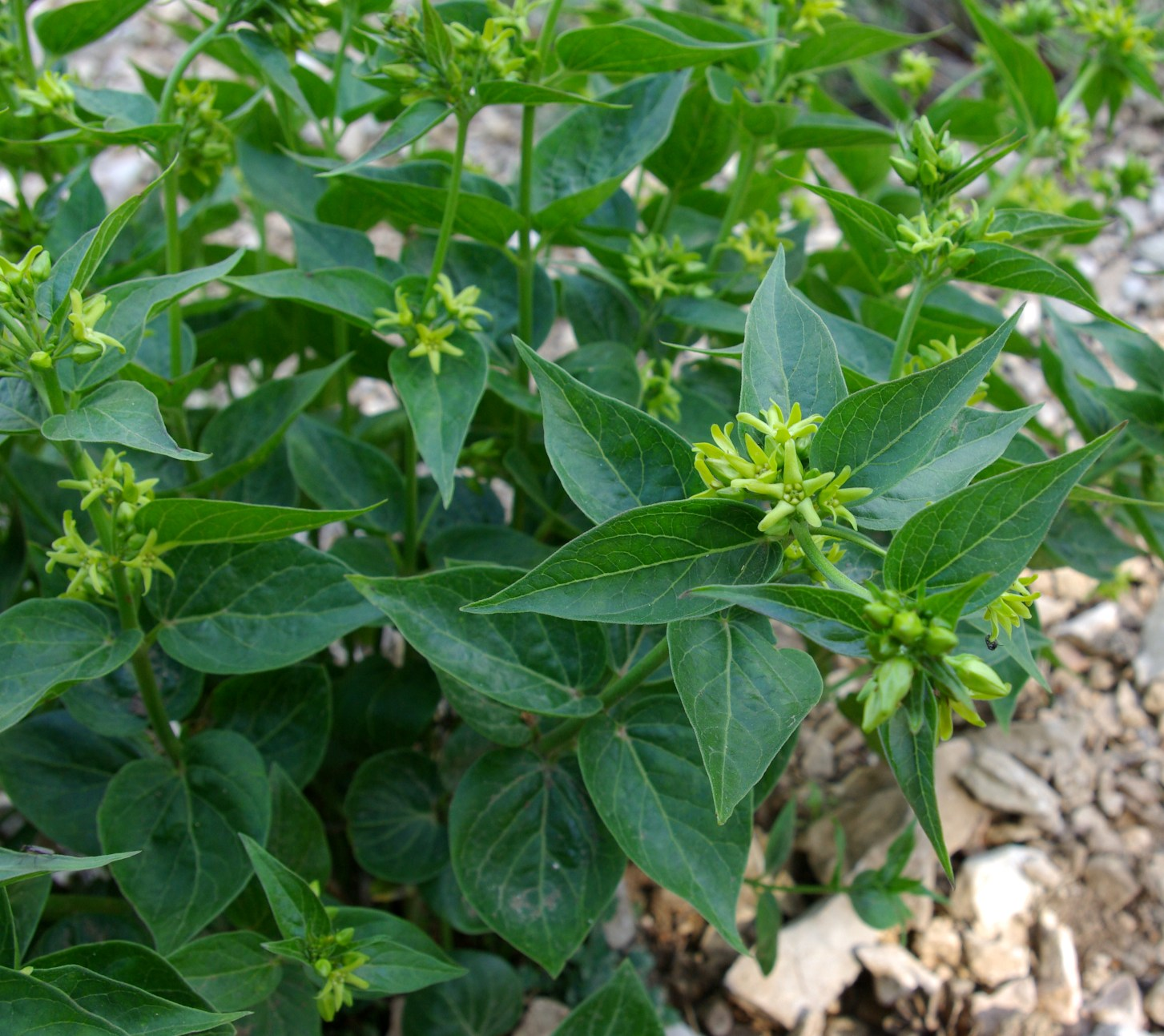
Planta adulta al seu medi
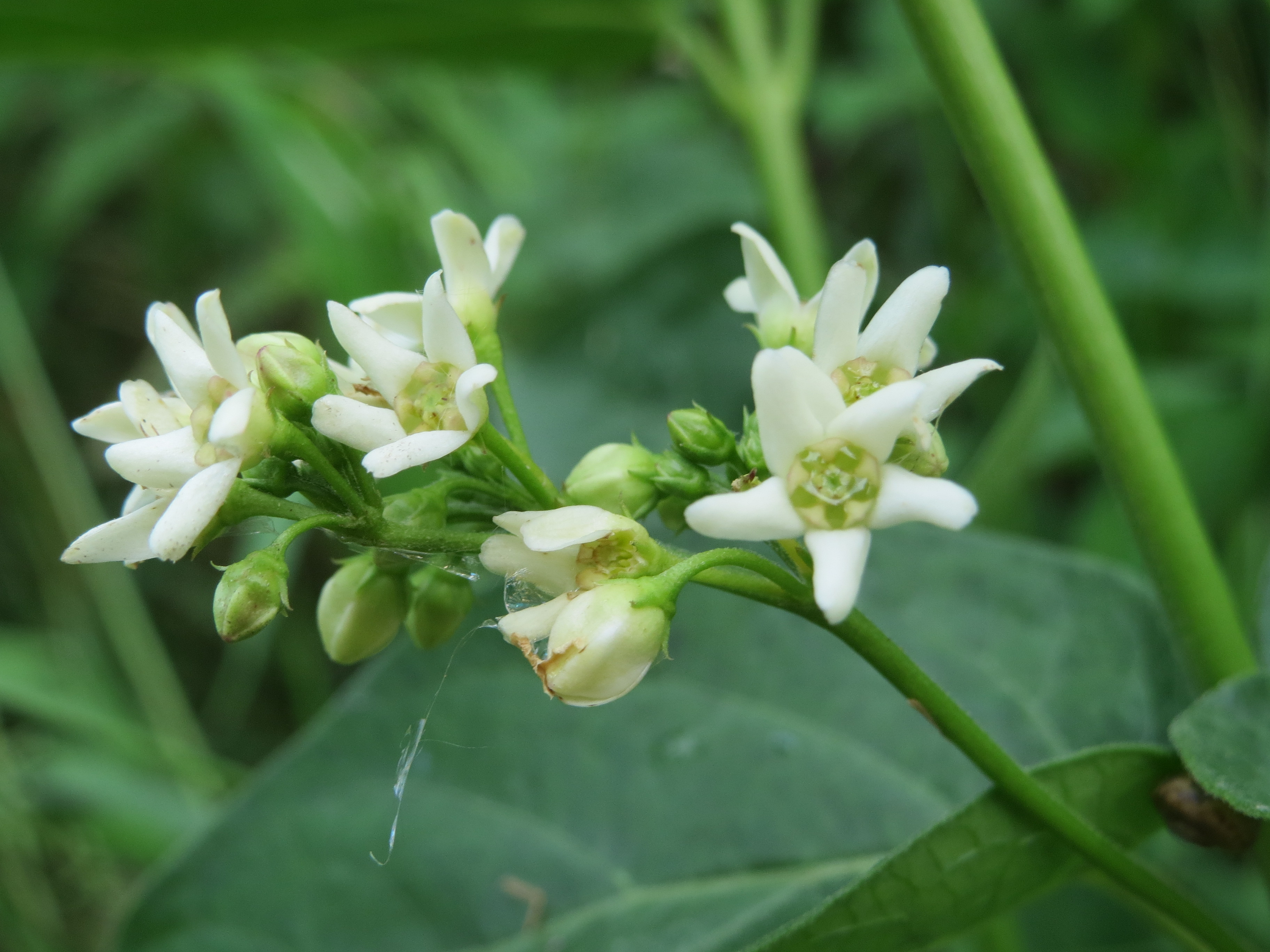
Detall de la inflorescència
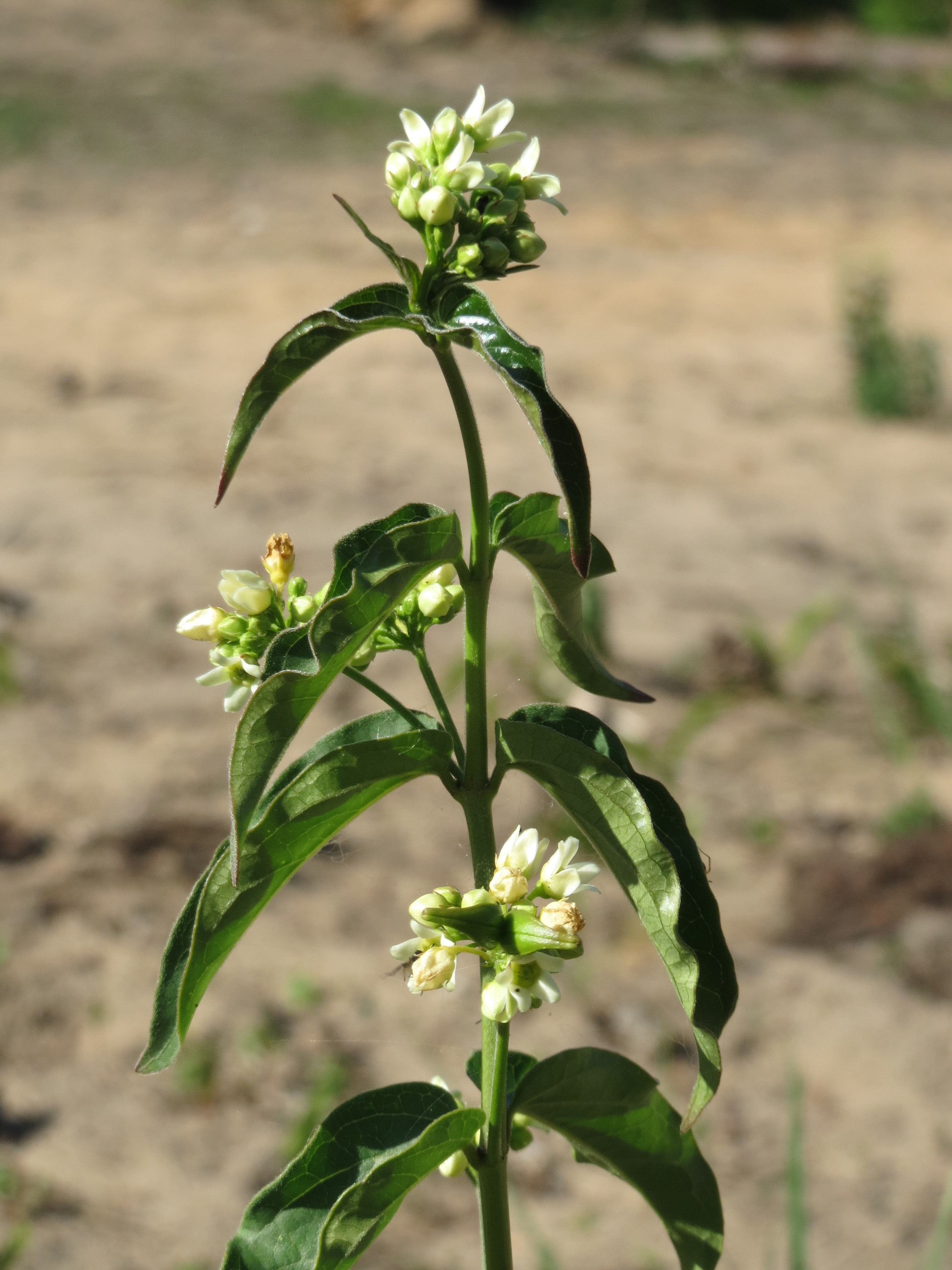
Planta adulta en floració
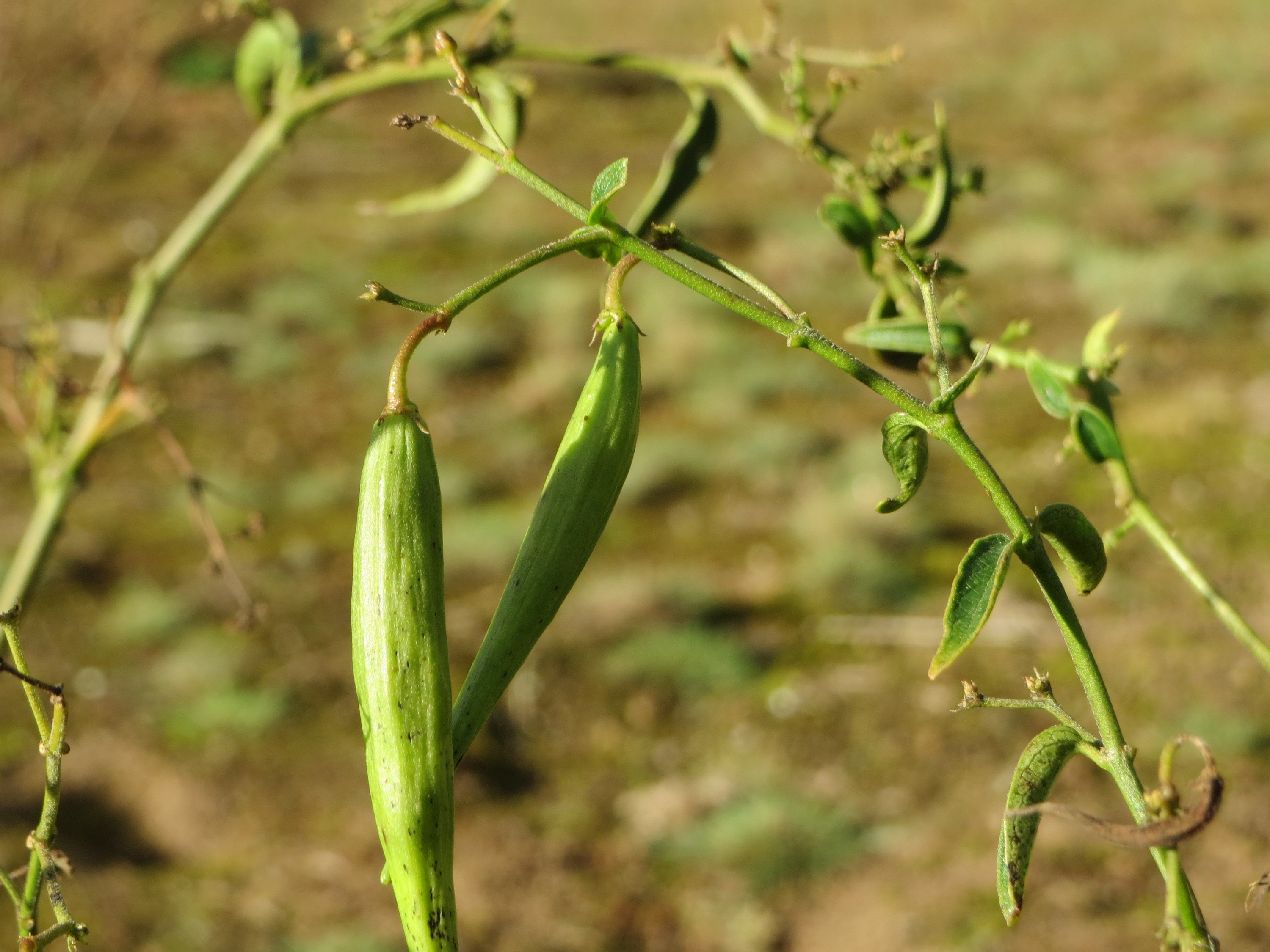
Fruit verd
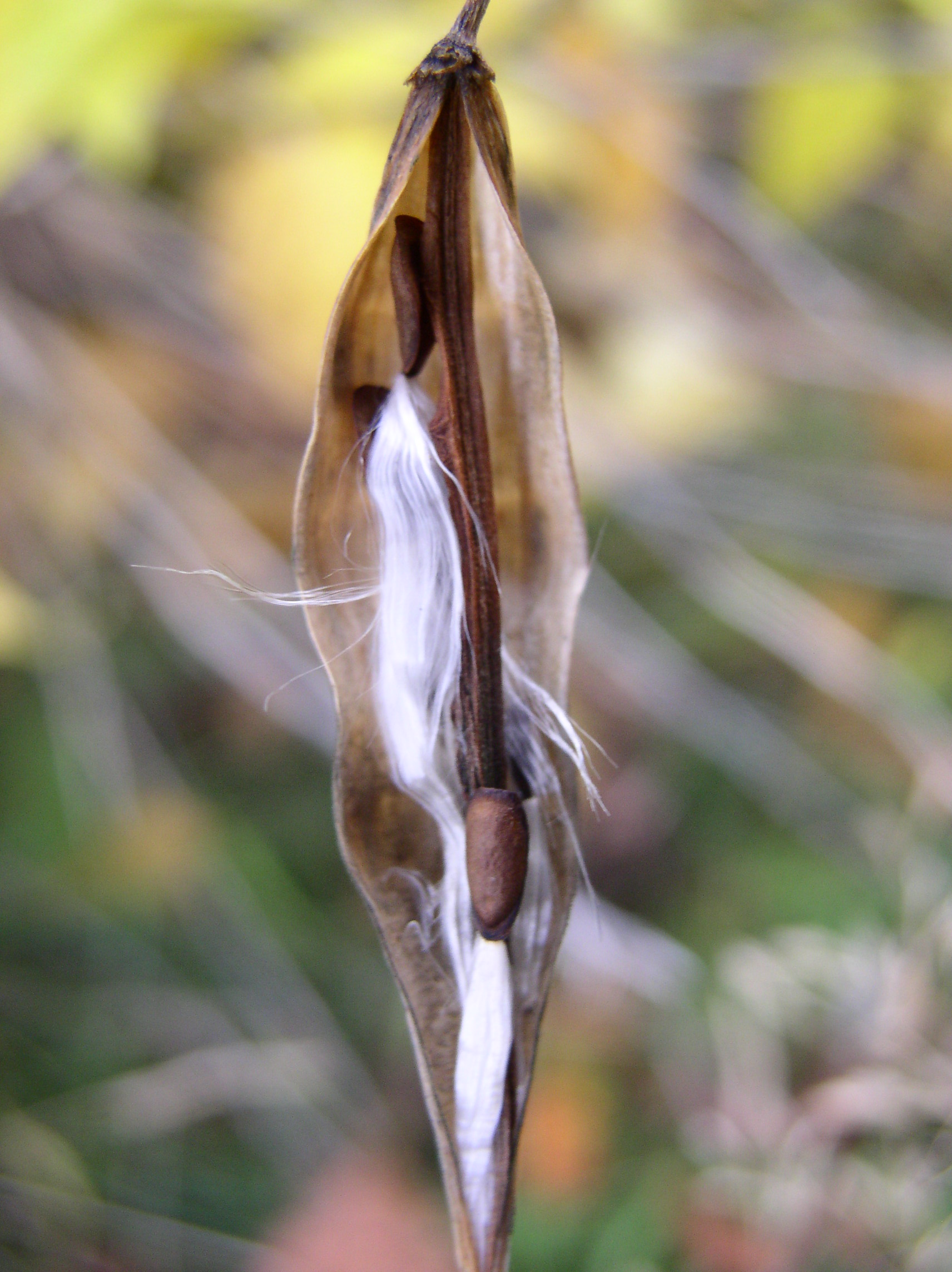
Fruit madur i sec obert
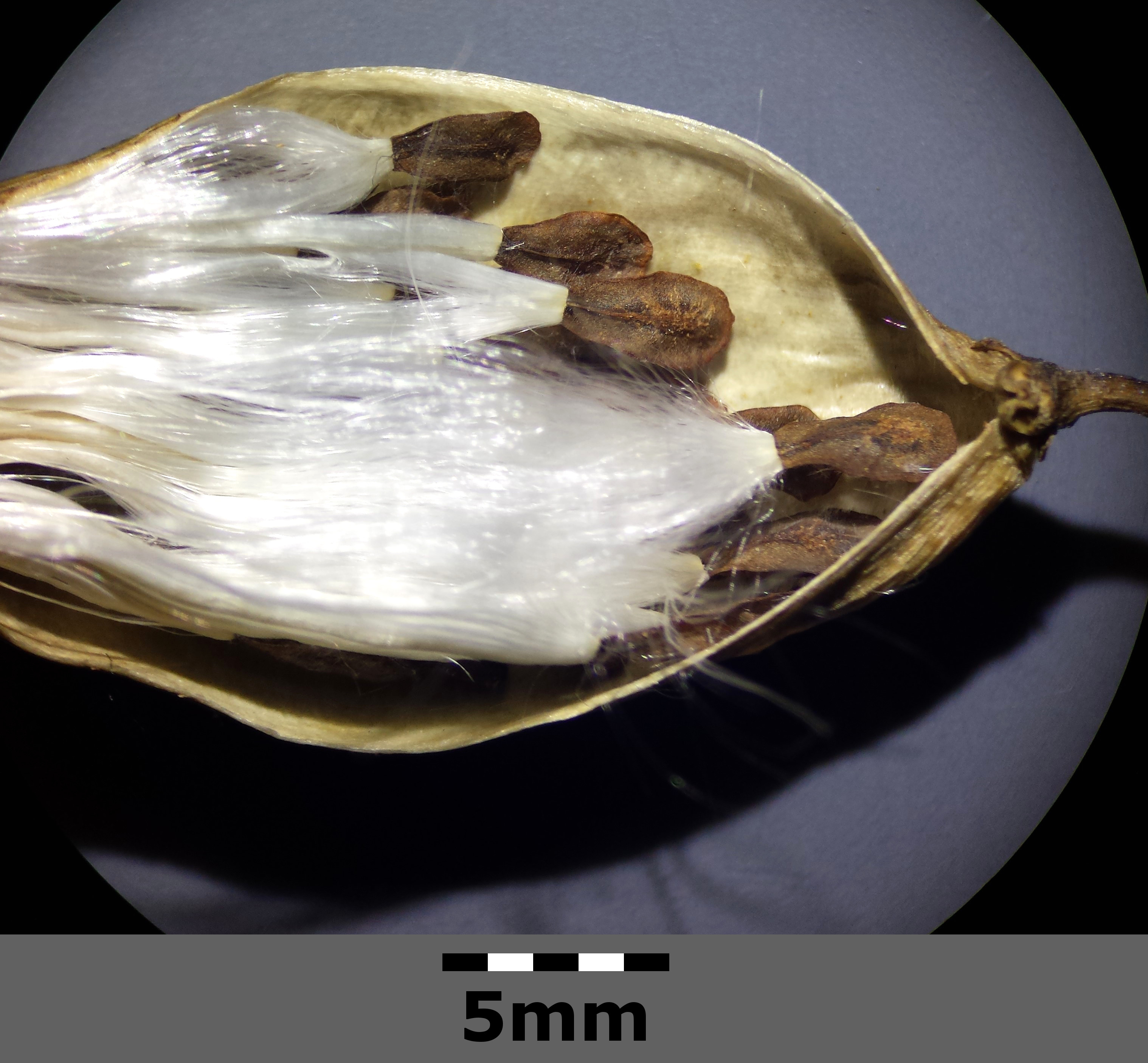
Detall de l'interior del fruit
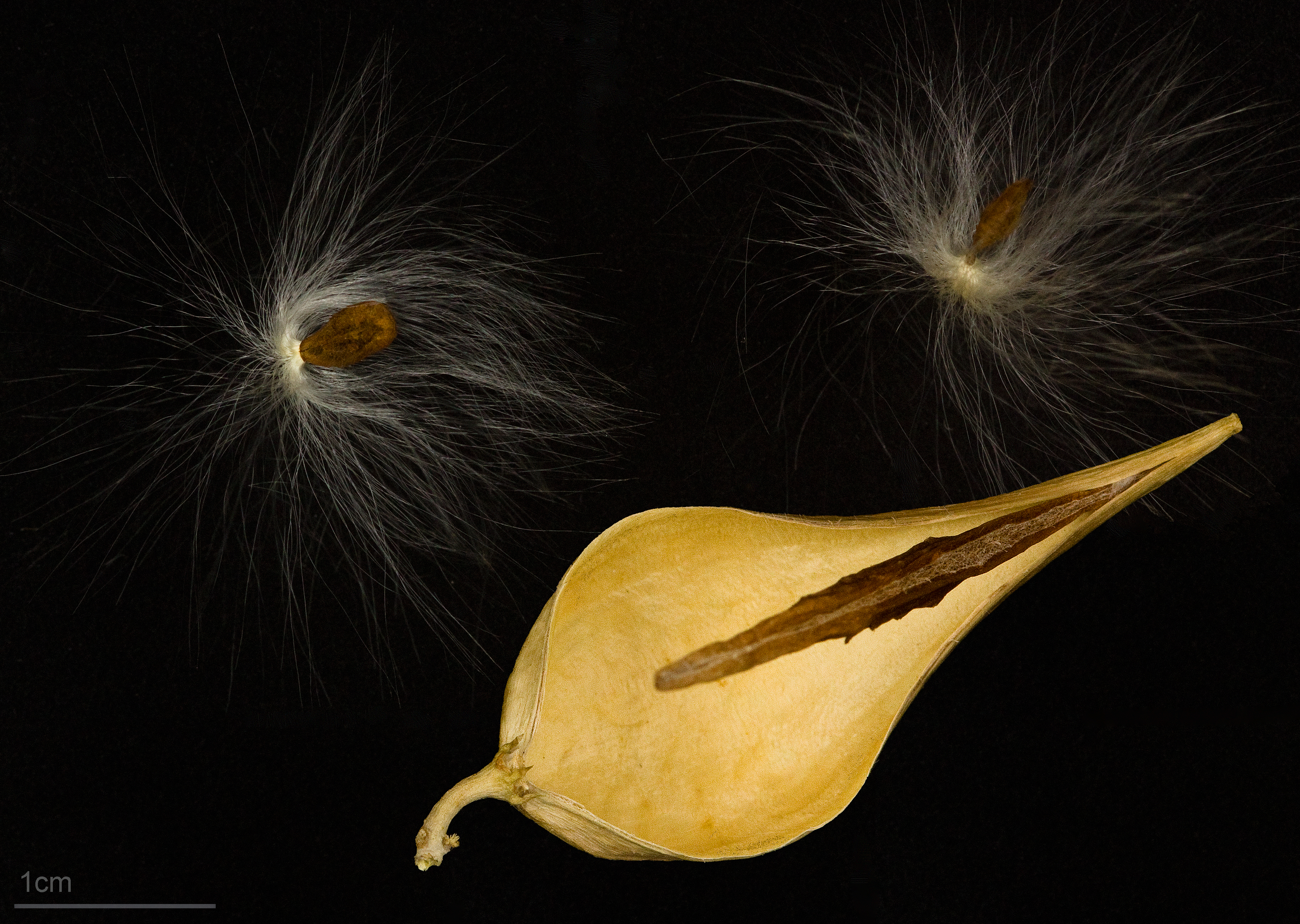
Llavor i vilà